# Umarex
La Umarex GmbH & Co. KG è un produttore di armi ad aria compressa (anche di repliche di armi da fuoco convenzionali come la Beretta Elite II), gas lacrimogeni, pistole paintball con il marchio RAM e pistole airsoft, con sede a Arnsberg, Germania. L'azienda è stata fondata nel 1972 ed ora è parte del PW Group (già Umarex-Gruppe).
Fanno parte del gruppo PW Group anche la Laserliner e la Carl Walther Sportwaffen GmbH. Il gruppo PW Group detiene anche i diritti del marchio Hämmerli.

## Storia
Nel 1972 viene fondata come "UMA Mayer & Ussfeller GmbH". Fabbricava armi da segnalazione e a gas. Dal 1978 anche armi ad aria compressa. Con l'acquisizione della società "Reck Sportwaffenfabrik Karl Arndt" nel 1979 cambia ragione sociale in UMARECK, poi UMAREX. All'epoca la società si specializzò in repliche.
Il successo arrivò nel 1978 con al RECK PK 800. Questa pistola da segnalazione a gas fu la esatta replica della blasonata Walther PPK. Oggi Umarex è il più grande importatore in Europa e il più grande costruttore di repliche del mondo. Su licenza le pistole da segnalazione e CO2 della Umarex portano i marchi di costruttori come Smith & Wesson e Carl Walther.
Nel 1993 la Umarex acquisisce la Carl Walther. Nel 2006 acquisisce il marchio svizzero Hämmerli dalla L&O Group (Lüke & Ortmeier-Gruppe) con sede a Emsdetten e nel 2008 ha la licenza per il marchio Heckler & Koch.
Nel 1996 è stata fondata la sede statunitense Umarex USA di Fort Smith (Arkansas).
Nel 2010 è stata acquisita la divisione armi della Röhm di Sontheim/Brenz.
Nel settembre 2015 è stato messo in atto un procedimento contro la Carl Walther Sportwaffen GmbH per la commercializzazione di pistole alla Colombia. La Umarex occupa circa 850 collaboratori e fattura 200 mln di Euro.

## Marchi e diritti di licenza
- Beretta (Gas-Signal- e CO₂, softair)
- Browning (Gas-Signal, CO₂, softair)
- Colt (Gas-Signal- e CO₂)
- Hämmerli (Gas-Signal, CO₂ e aria compressa, softair)
- Heckler & Koch (Gas-Signal, CO₂ , softair)
- Israel Weapon Industries IWI (Gas-Signal, CO₂, softair)
- Oberland Arms (softair)
- Ruger (aria compressa e CO₂)
- Smith & Wesson (Gas-Signal e CO₂)